# Nahid Toubia
Nahid Toubia, née en 1951, est une chirurgienne et féministe soudanaise spécialisée dans la recherche sur les mutilations génitales féminines.
Toubia est une cofondatrice et directrice de l'organisation RAINBO ( Research Action and Information Network for the Bodily Integrity of Women, en français : Recherche, action et réseau d'information pour l'intégrité physique des femmes). Elle est professeure associée à l'Université Columbia , et au sein de cette université à l'École de santé publique Mailman. 
Se consacrant essentiellement à la santé sexuelle et à l'inégalité entre les sexes en Afrique et au Moyen-Orient, Nahid Toubia est l'auteure ou la coauteure de plusieurs ouvrages, et notamment Women of the Arab World : The Coming Challenge publié en 1988, Female Genital Mutilation : A Call for Global Action publié en 1995, et  Female Genital Mutilation : A Guide to Worldwide Laws and Policies publié en 2000.

## Biographie
Nahid Toubia naît en 1951 à Khartoum, au Soudan, et étudie à l'école de médecine en Égypte. En 1981, elle complète sa formation en chirurgie au Royaume-Uni,et en Santé Publique & Politique de la London School of Hygiene and Tropical Medicine. Elle est membre en 1981 du Royal College of Surgeons, et devient la première femme chirurgienne au Soudan.
En 1985, elle revient s'installer au Soudan, où elle devient chef du service de chirurgie pédiatrie du centre Hospitalier universitaire de Khartoum, puis met en place sa propre clinique d'urgence. À la suite de l'instabilité politique du pays, elle retourne au Royaume-Uni, et y commence des recherches sur les mutilations génitales féminines (MGF). À partir de 1990, elle travaille pendant quatre ans au Conseil de la Population de la ville de New York.
Toubia est cofondatrice et directrice de l'organisation RAINBO (Research Action and Information Network for the Bodily Integrity of Women, en français : Recherche, action et réseau d'information pour l'Intégrité physique des femmes), une organisation internationale qui travaille à éliminer les mutilations génitales faites aux femmes, par le changement social et l'émancipation des femmes,. L'organisation travaille en Ouganda, en Afrique du Sud, en Gambie, au Nigeria,, et dans les pays occidentaux. Cette organisation non-gouvernementale, RAINBO, a joué un rôle de premier plan en changeant le point de vue sur les mutilations génitales des femmes, passant d'une préoccupation essentiellement médicale à une question de droits humains et d'éducation.
Elle siège dans des comités scientifiques consultatifs de l'Organisation mondiale de la santé, du Fonds des Nations unies pour l'enfance et du Programme des Nations unies pour le développement. Elle est également vice-présidente du comité consultatif du projet Rights Watch de Human Rights Watch.

## Publications
- Women of the Arab World: The Coming Challenge, 1988
- Female Genital Mutilation: A Call for Global Action, 1995
- Learning About Social Change : A Research and Evaluation Guidebook Using Female Circumcision as a Case Study, 1999 (écrit avec Susan Izett)
- Caring for Women with Circumcision: A Technical Manual for Health Care Providers, 1999
- Female Genital Mutilation: A Guide to Worldwide Laws and Policies, 2000 (écrit avec Anika Rahman)